# 宮前町停留場
宮前町停留場（日语：／ Miyamaechō teiryūjō */?）是位於北海道函館市宮前町的函館市交通局（函館市電車）宮前線已被廢除的鐵路車站。

## 歷史
- 參考函館市交通局的歷史。

## 車站構造
- 宮前町停留場設有2個月台（側式月台）、2條電車路線（相反方向）。

## 車站周邊
- 北海道道517號五稜郭公園線
- 函館信用金庫ばんだい分店

## 相鄰車站

### 已廢除的路線
函館市交通局
宮前線（於1993年4月1日被廢除）
瓦斯會社前－宮前町－新世橋